# Fessisentis tichiganensis
Fessisentis tichiganensis är en hakmaskart som beskrevs av Amin 1980. Fessisentis tichiganensis ingår i släktet Fessisentis och familjen Fessisentidae. Inga underarter finns listade i Catalogue of Life.